# Deuxième pont de Womey
Le deuxième pont de Womey est un pont situé à Womey dans la ville d'Abomey-Calavi. Long de 350 mètres, il relie le quartier Womey à Cocotomey, Cococodji et environs, et la route inter-états Cotonou-Lomé.

## Histoire
Après la décision du conseil des ministres le 27 novembre 2019, les travaux de construction commencent. Ce pont vient compléter le pont de l'alliance, en service depuis le 29 avril 2019, et décongestionne la circulation des populations de Womey et ses environs,.

## Caractéristiques techniques
Le pont présente une longueur de 350 mètres linéaires supportés par 38 pieux moullant sur une profondeur de 60 mètres.
Il compte une chaussée composée de 2 voies 3,5 mètres de circulation chacune et 2 trottoirs de 1,75 mètre dédiés aux piétons.